# Аллахвердян, Дереник Акопович
Дереник Акопович Аллахвердян (1906—1987) — советский учёный, доктор экономических наук, профессор.

## Биография
Родился в 1906 году.
В 1932 году окончил экономическое отделение Московского областного педагогического института имени Н. К. Крупской  (МОПИ, ныне Московский государственный областной университет), а затем — аспирантуру. С 1935 года преподавал политическую экономию на кафедре марксизма-ленинизма и политэкономии МОПИ. В 1936—1938 годах — декан исторического факультета, с 1938 по 1941 год — директор МОПИ. Кандидат экономических наук с 1939 года.
В 1946 году стал заместителем директора Московского финансового института (МФИ, ныне Финансовый университет при Правительстве РФ) по научной и учебной работе, в 1947–1949 годах – декан факультета международных финансовых отношений, в 1951–1961 годах – заместитель директора МФИ по научной работе. В 1959 году Д. А. Аллахвердяну была присуждена степень доктора экономических наук. В 1956—1960 годах он руководил кафедрой «Финансы» Московского финансового института. С 1975 года работал в Институте экономики Академии наук СССР.
Умер в 1987 году в Москве.
Автор многих трудов, в числе которых:
- Роль финансов в распределении национального дохода. М., 1955.
- Финансы СССР. Учебник (в соавторстве). М., 1957.
- Национальный доход СССР. М., 1958.
- Финансовое планирование в СССР. М., Финансы, 1966.
- Финансово-предметный механизм развитого социализма. М., Финансы, 1976.
- Финансово-предметная система СССР. М., Наука, 1982.